# (523749) 2014 UR224
2014 يو أر 224 (ويعرف أيضًا باسم (523749) 2014 يو أر 224 وفق تسمية الكوكب الصغير) (بالإنجليزية: 2014 UR224)‏ هو كويكب ضمن حزام الكويكبات؛ وترتيبه 523749 من حيث الاكتشاف.
اكتُشف هذا الجُرم الفلكي بواسطة مقراب بان ستارز في 2014.

## وصلات خارجية
- (523749) 2014 UR224 في قاعدة بيانات مختبر الدفع النفاث لأجرام النظام الشمسي الصغيرة

- الاكتشاف · مخطط المدار ·  العناصر المدارية · المعلمات المادية

- (523749) 2014 UR224 على موقع ويكي سكاي: DSS2, SDSS, GALEX, IRAS, Hydrogen α, X-Ray, Astrophoto, Sky Map, Articles and images

قالب:الكواكب الصغيرة: 523001–524000